# 天與水
天與水（Sky and Water I）是一幅木雕版畫，是荷蘭藝術家艾雪在1938年六月的第一幅畫作。
畫面的構成是以天空中的鳥與水中的魚鑲嵌而成，就像拼圖一樣。畫作上方是鳥的圖形，到了中間，鳥和鳥之間的空隙構成了魚的形狀，到了最下方，則成了魚的圖形。